# Kate Dickie
Kate Dickie (East Kilbride; 25 de abril de 1971) es una actriz británica. Asistió a la Royal Scottish Academy of Music and Drama e inició su carrera como actriz en teatro. En 2006 ganó un premio BAFTA escocés por su trabajo en la película Red Road. El 16 de julio de 2010, la cadena HBO confirmó a Dickie para el papel de Lysa Arryn en Juego de tronos, adaptación televisiva de la serie de novelas Canción de hielo y fuego del escritor George R. R. Martin.

## Filmografía

### Cine
| Año  | Título                   | Rol           | Notas        |
| ---- | ------------------------ | ------------- | ------------ |
| 2003 | Room for the Night       | Prostituta    | Cortometraje |
| 2005 | Who Do You Love?         | Mamá          | Cortometraje |
| 2006 | Accidents                | Mamá          | Cortometraje |
| 2006 | Red Road                 | Jackie        |              |
| 2006 | The Harvest              | Emma Bovey    | Cortometraje |
| 2008 | Somers Town              | Jane          |              |
| 2008 | Summer                   | Janice        |              |
| 2008 | Trace                    | Karen         | Cortometraje |
| 2008 | Pussyfooting             | Joan          | Cortometraje |
| 2009 | Wasted                   | Michelle      |              |
| 2009 | Believe                  | Janice        |              |
| 2010 | Outcast                  | Mary          |              |
| 2010 | Native Son               | Policía       | Cortometraje |
| 2010 | Five Day Shelter         | Jean          |              |
| 2010 | Donkeys                  | Jackie        |              |
| 2012 | Prometheus               | Ford          |              |
| 2012 | Shell                    | Claire        |              |
| 2013 | filth                    | Chrissie      |              |
| 2013 | Not Another Happy Ending | Anna le Fevre |              |
| 2013 | For Those in Peril       | Cathy         |              |
| 2014 | Soror                    | Amanda        | Cortometraje |
| 2014 | Catch Me Daddy           |               |              |
| 2015 | The Witch                | Katherine     |              |
| 2015 | Couple in a Hole         | Karen         |              |
| 2015 | Gracie                   | Mary          | Cortometraje |
| 2016 | Prevenge                 | Ella          |              |
| 2018 | Tell It to the Bees      | Pam Cranmer   |              |
| 2021 | El caballero verde       | Reina Ginebra |              |

### Televisión
| Año        | Título                       | Rol                  | Notas                                                      |
| ---------- | ---------------------------- | -------------------- | ---------------------------------------------------------- |
| 1994       | Rab C. Nesbitt               | Chica joven          | Episodio: "Mother"                                         |
| 2000–01    | Tinsel Town                  | Lex                  |                                                            |
| 2003       | The Vice                     | Beverly              | Episodio: "Gameboys"                                       |
| 2003       | Taggart                      | Debbie Thomson       | Episodio: "Penthouse and Pavement"                         |
| 2004       | Still Game                   | Chica embarazada     | Episodio: "Swottin"                                        |
| 2006       | Film '72                     | Ella misma           |                                                            |
| 2007       | Taggart                      | Wendy Nuget          | Episodio: "Island"                                         |
| 2008       | He Kills Coppers             | Janis                |                                                            |
| 2009       | Garrow's Law                 | Mary Hamer           | 1 episodio                                                 |
| 2010       | Five Daughters               | Isabella Clennell    | 2 episodios                                                |
| 2010       | Dive                         | Alison               | 2 episodios                                                |
| 2010       | Los pilares de la Tierra     | Agnes Builder        |                                                            |
| 2011, 2014 | Juego de tronos              | Lady Lysa Arryn      | 5 episodios                                                |
| 2012       | New Tricks                   | DCI Fiona MacDougall | Episodio: "Glasgow UCOS"                                   |
| 2013       | By Any Means                 | Patricia Brooks      | Episodio: #1.2                                             |
| 2015       | London Spy                   | Editora              | Episodio: "Strangers"                                      |
| 2015       | Las Crónicas de Frankenstein | Sra. Bishop          |                                                            |
| 2017       | Vera                         | Nell Hinkin          | Episodio: "The Blanket Mire"                               |
| 2021       | Summer Camp Island           | Profesora Elliott    | Episodio: "Oscar and the Monsters Chapter 3: Witches Brew" |
| 2023       | Loki                         | General Dox          |                                                            |